# Thaddäus von Jarotzky (General, 1858)

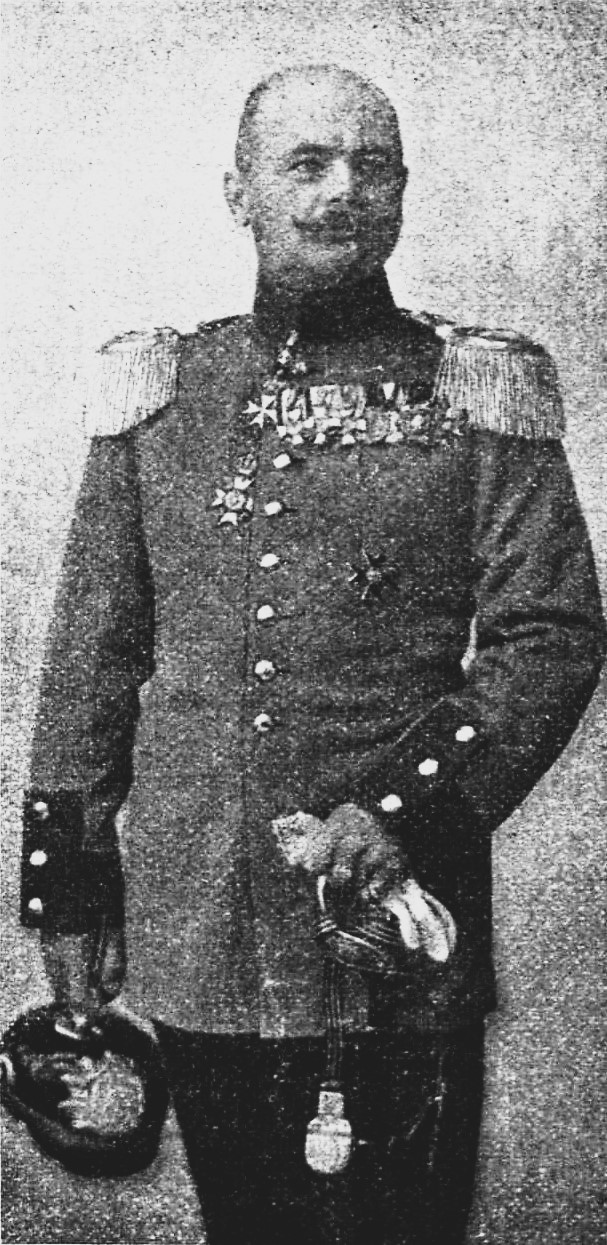
Oberst von Jarotzky

Wappen derer von Jarotzky

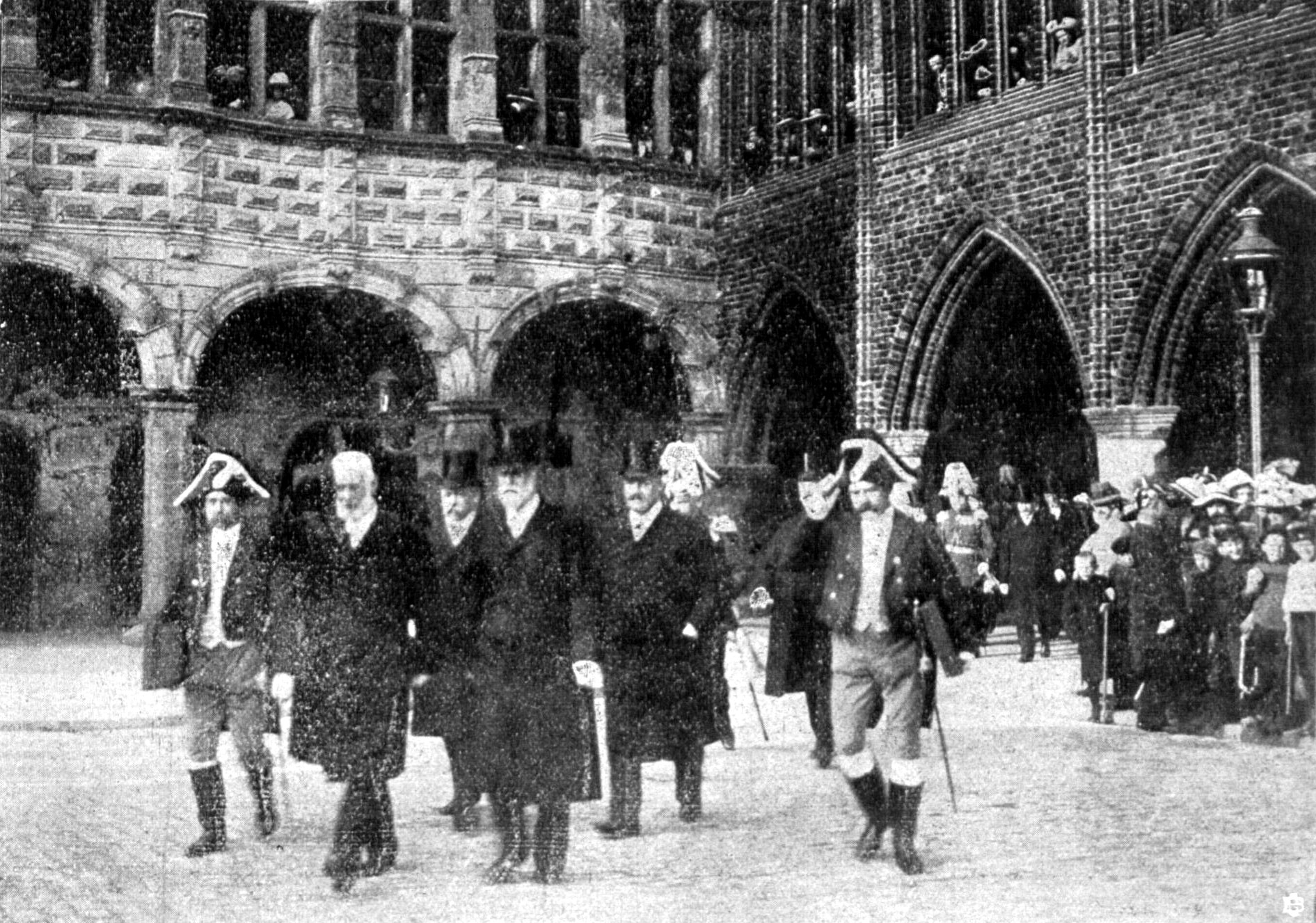
Auf dem Weg zur Schmückung der Fahnen am 17. Mai 1912

Thaddäus Simon Joseph Johannes von Jarotzky (* 27. April 1858 in Neiße; † 16. November 1938 in Dresden) war ein preußischer Generalleutnant im Ersten Weltkrieg.

## Leben

### Herkunft
Er war der Sohn des gleichnamigen späteren Generalleutnants Thaddäus von Jarotzky (1831–1894) und dessen Frau Agnes Thecla Babette Louise, geborene Kiesel.

### Laufbahn
Aus dem Kadettenkorps kommend wurde Jarotzky am 15. April 1875 als Fähnrich dem 4. Brandenburgischen Infanterie-Regiment Nr. 24 (Großherzog von Mecklenburg-Schwerin) der Preußischen Armee in Neuruppin überwiesen. Dort wurde er im November 1875 zum Sekondeleutnant und im April 1886, seit dem 17. April 1883 trug das Regiment die Bezeichnung 4. Brandenburgisches Infanterie-Regiment Nr. 24 (Großherzog Friedrich Franz II. von Mecklenburg-Schwerin), zum Premierleutnant befördert. Als solcher war er seit dem 28. April 1891 à la suite des Regiments, das seit 27. Januar 1889 die Bezeichnung Infanterie-Regiment „Großherzog Friedrich Franz II. von Mecklenburg-Schwerin“ (4. Brandenburgisches) Nr. 24 trug, Lehrer an der Kriegsschule Neisse und wurde dort am 5. Mai des Jahres Hauptmann. Von hier aus wurde er 1894 zum Kompaniechef der 2. Kompanie im Großherzoglich Mecklenburgischen Füsilier-Regiment „Kaiser Wilhelm“ Nr. 90 in Schwerin ernannt. In gleicher Funktion wurde er 1900 in das 4. Garde-Regiment zu Fuß nach Berlin-Moabit versetzt. Hier führte er die 3. Kompanie als Chef. Am 14. September wurde er zum überzähligen Major befördert und dem Regiment aggregiert. Zum Bataillonskommandeur des I. Bataillons im Infanterie-Regiments „Graf Kirchbach“ (1. Niederschlesisches) Nr. 46 in Posen wurde Jarotzky 1901 ernannt. In den Stab des Großherzoglich Mecklenburgischen Füsilier-Regiments „Kaiser Wilhelm“ Nr. 90 versetzt wurde er 1907 zum Oberstleutnant befördert. Durch A.K.O. wurde er 1910 mit der Führung des Infanterie-Regiments „Lübeck“ (3. Hanseatisches) Nr. 162 beauftragt. Unter der Beförderung zum Oberst wurde er am 22. März 1910, dem Jahrestag des Geburtstages des Heldenkaisers, zum Kommandeur des Regiments ernannt. Als dieser nahm er am 17. Mai 1912 auf dem Lübeckischen Marktplatz die von der Hansestadt den Bataillonen seines Regiments verliehenen Fahnenbänder entgegen, nachdem sie vom Senat an den Fahnen angebracht worden waren.
1913 wurde er nach Torgau versetzt, mit der Führung der 16. Infanterie-Brigade beauftragt und kurz darauf zum Generalmajor (16. Juni 1913) befördert und Kommandeur der Brigade.
Im Ersten Weltkrieg befehligte Jarotzky die Brigade bis zum 20. August 1914 und wieder ab dem 30. August. Am 7. Oktober 1914 wurde ihm das Kommando der 15. Infanterie-Brigade aus Halle übertragen. Wenige Tage später wurde er am 25. November 1914 als Generalleutnant Kommandeur der 25. Reserve-Division. Er führte sie zunächst an der West-, dann an der Ostfront, um schließlich Anfang Januar 1916 wieder in den Westen zurück verlegt zu werden. Dort gab er am 29. Januar 1916 während der Kämpfe im Argonner Wald das Kommando an seinen Nachfolger Paul Grünert ab und wechselte in den Generalstab.

### Familie
Als Kriegsschullehrer heiratete Thaddäus am 21. Juni 1893 Helena Maria Adolphine Anna Franziska Szmula, im nahe der Schule gelegenem Dorf Friedewalde.

## Auszeichnungen
- Roter Adlerorden III. Klasse mit der Schleife[3]
- Kronenorden II. Klasse[3]
- Preußisches Dienstauszeichnungskreuz[3]
- Ehrenkreuz des Greifenordens[3]
- Komtur II. Klasse des Sachsen-Ernestinischen Hausordens[3]
- Offizier des Ordens des Heiligen Schatzes[3]
- Donatus-Ritterkreuz I. Klasse des Ordens St. Johannes von Jerusalem in Rom[3]
- Mecidiye-Orden IV. Klasse[3]